# Rebecca Langrehr
Rebecca Langrehr (* 4. April 1998 in Berlin) ist eine deutsche Moderne Fünfkämpferin.

## Leben
Rebecca Langrehr wurde 2015 U19-Weltmeisterin mit der Staffel. 2017 folgte der Junioren-Europameistertitel mit Anna Matthes. Gemeinsam mit Fabian Liebig gewann sie bei den Weltmeisterschaften 2018 in Mexiko-Stadt die Goldmedaille in der Mixed-Staffel. Es folgte ein Jahr später Mannschaftsbronze bei der WM in Budapest. 2021 konnte Langrehr mit der Mannschaft ihren zweiten Europameistertitel feiern, holte EM-Bronze in der Mixed-Staffel und nahm an den Olympischen Sommerspielen in Tokio teil, wo sie im Einzel den 28. Platz belegte. Bei den Europaspielen 2023 in Krakau, die zugleich als Europameisterschaften zählten, gewann Langrehr die Goldmedaille mit der Mannschaft. Ein Jahr später gewann sie Silber bei den Europameisterschaften in Budapest und ging bei den Olympischen Sommerspielen in Paris an den Start. Dort stürzte sie beim Abreiten vor ihrem Wettkampf auf einem Nebenplatz. Langrehr erhielt zwar die Freigabe für das Reiten, die Tierärztin hingegen gab das ihr zugeloste Pferd Epervier des Brulins nicht zum Wettkampf frei. Mit 0 Punkten aus dem Reiten belegte sie am Ende den 36. und damit letzten Platz.